# 小紅帽 (漫畫)
《小紅帽》是日本漫畫家川口勇貴創作的少年漫畫。在集英社《週刊少年Jump》的第14回金未來杯受賞後於2021年6月28日起在《週刊少年Jump》連載，至11月8日連載結束。單行本全3卷。

## 登場角色

### 狩人組合
貝洛（聲：田村睦心）
13歲桃髮少年，父母被人狼襲擊後失去蹤影。村長死後加入狩人組合。
格林（聲：澤城美雪）
狩人組合的獵人，擁有豐富的狩獵知識。身體受到魔女詛咒變為小孩。
平常會偽裝成一個戴著小紅帽的普通小女孩，狩獵時可利用復原裝置變回成年人，但時限只有3小時。

### 人狼
梅麗（聲：青井怜）
卡索卡村的婆婆，事實上是吃掉村長的老年人狼。
娜羅蟲
體型龐大的人狼，尊稱托托為大哥。因為梅麗的死襲擊卡索卡村，後被托托殺死。
托托
利用娜羅蟲作為誘餌，在他襲擊卡索卡村時偽裝成人類潛入村子，後被貝洛殺死。

### 血之目錄
萊卡翁
身高約50米的狼人界首領。
灰之魔女
萊卡翁的左右手。使用煙火般的魔法「倒開菊」燒毀卡索卡村。

### 其他人物
村長（聲：拜真之介）
卡索卡村的村長，教授貝洛打獵知識和技巧。

## 術語
人狼
介於人與狼之間的生物，變成人狼的具體原因不明，有傳聞是受到魔女的詛咒影響。
變成人狼後將對人肉充滿慾望和襲擊村落。擁有再生能力。
獵人公會
傳說中專門狩獵怪物的傭兵組織。
狩人組合
獵人公會中負責退治人狼的部門。
血之目錄
獵人公會最優先殲滅目標。

## 出版書籍
| 卷數 | 集英社 | 集英社        | 集英社                 |
| 卷數 | 副標題 | 發售日期      | ISBN                   |
| ---- | ------ | ------------- | ---------------------- |
| 1    |        | 2021年11月4日 | ISBN 978-4-08-882860-2 |
| 2    |        | 2022年1月4日  | ISBN 978-4-08-882876-3 |
| 3    |        | 2022年3月4日  | ISBN 978-4-08-883031-5 |

## 外部連結
- 官方网站（日語）